# Andrena trimarginata
Andrena trimarginata là một loài Hymenoptera trong họ Andrenidae. Loài này được Radoszkowski mô tả khoa học năm 1886.